# طب سلوكي
يهتم الطب السلوكي بتكامل المعرفة في العلوم البيولوجية والسلوكية والنفسية والاجتماعية المتعلقة بالصحة والمرض. تشمل هذه العلوم علم الأوبئة، وعلم الإنسان، وعلم الاجتماع، وعلم النفس، وعلم وظائف الأعضاء، وعلم الأدوية، وعلم التغذية، وعلم التشريح العصبي، وعلم الغدد الصم وعلم المناعة. يستخدم المصطلح غالبًا بالتبادل، ولكن بشكل خاطئ، مع علم النفس الصحي.
تشمل ممارسة الطب السلوكي علم النفس الصحي، ولكنها تشمل أيضًا علاجات نفسية فيزيولوجية تطبيقية مثل الارتجاع البيولوجي، والتنويم المغناطيسي، والعلاج السلوكي الحيوي للاضطرابات الجسدية، وجوانب العلاج الوظيفي، وطب إعادة التأهيل، والطب الطبيعي، وأيضًا الطب الوقائي. في المقابل، يمثل علم النفس الصحي تركيزًا أقوى على دور علم النفس في كل من الطب السلوكي والصحة السلوكية خاصةً.
يعد الطب السلوكي ذا أهمية خاصة مؤخرًا، إذ يُنظر إلى العديد من المشاكل الصحية أساسًا باعتبارها سلوكية بطبيعتها، وليست طبية. فيعد التدخين، واتباع نمط حياة خامل، وتعاطي الكحول أو تعاطي المواد الأخرى عوامل في الأسباب الرئيسية للوفاة في المجتمع الحديث. يشمل ممارسو الطب السلوكي ممرضين، وأخصائيين اجتماعيين، وعلماء نفس، وأطباء (بمن فيهم طلاب الطب والمقيمين) مؤهلين بشكل مناسب، يعمل هؤلاء المهنيين غالبًا كعملاء لتغيير السلوك، حتى في أدوارهم الطبية.
يستخدم الطب السلوكي النموذج الحيوي النفسي الاجتماعي للمرض بدلًا من النموذج الطبي. يدمج هذا النموذج العناصر الحيوية والنفسية والاجتماعية في نهجه في التعامل مع المرض بدلًا من الاعتماد فقط على الانحراف البيولوجي عن المعيار أو الأداء الطبيعي.

## مجالات الدراسة

### الأمراض المرتبطة بالسلوك
تملك العديد من الأمراض المزمنة عنصر سلوكي، ولكن يمكن تعديل الأمراض التالية بشكل كبير ومباشر عن طريق السلوك، بدلًا من استخدام العلاج الدوائي وحده:
- تعاطي المخدرات: تظهر العديد من الدراسات أن الدواء يكون أكثر فعالية عندما يقترن بالتدخل السلوكي.
- السمنة: تعد التغيرات المنظمة لنمط الحياة أكثر فعالية وملاءمة على نطاق أوسع من الأدوية أو جراحة السمنة.
- ارتفاع ضغط الدم: يمكن أن تقلل المحاولات المتعمدة للحد من التوتر من ارتفاع ضغط الدم.
- الأرق: ينصح بالتدخلات المعرفية والسلوكية كخط علاج أول للأرق.

### الالتزام بالعلاج والامتثال
تعمل الأدوية بشكل أفضل للسيطرة على الأمراض المزمنة عندما يستخدمها المرضى على النحو الموصوف ودون انحراف عن تعليمات الطبيب. يُطبق هذا على كل من الأمراض الفسيولوجية والعقلية. ولكن، لكي يلتزم المريض بنظام العلاج، يجب على الطبيب تقديم معلومات دقيقة حول النظام، وشرح كافٍ لما يجب على المريض القيام به، ويجب تقديم تعزيز أكثر تكرارًا للامتثال المناسب. يظهر المرضى الذين يتمتعون بأنظمة دعم اجتماعي قوية، عن طريق الزيجات والعائلات خاصةً، عادةً امتثالًا أفضل لنظامهم العلاجي.
أمثلة:
- المراقبة عن بعد من خلال المكالمات الهاتفية أو الاجتماع  بالفيديو مع المريض
- إدارة الحالة عن طريق مجموعة من المهنيين الطبيين للمتابعة المستمرة مع المريض

### العلاقة بين الطبيب والمريض
تُعد إقامة روابط وعلاقات هادفة مع المرضى، بدلًا التفاعل معهم فقط، أمرًا هامًا للأطباء يحدث غالبًا في النظم التي تعتمد كثيرًا على الرعاية المتخصصة. لهذا السبب، يؤكد الطب السلوكي على التواصل الصادق والواضح بين الطبيب والمريض في العلاج الناجح لأي مرض، وكذلك في الحفاظ على المستوى الأمثل من الصحة البدنية والعقلية. تشمل العوائق التي تحول دون التواصل الفعال ديناميكيا القوة، والتعرضية ومشاعر العجز أو الخوف. يعاني الأطباء ومقدمو الرعاية الصحية الآخرون أيضًا من مقابلة المرضى صعبي المراس أو غير المتعاونين، بالإضافة إلى تقديم الأخبار الطبية غير المرغوب فيها للمرضى وعائلاتهم.
تزايد تركيز المجال على العمل لتقاسم السلطة في العلاقة، بالإضافة إلى تدريب الطبيب لتمكين المريض من القيام بتغييرات سلوكية. في الآونة الأخيرة، وسع الطب السلوكي مجال ممارسته ليشمل التدخلات مع مقدمي الخدمات الطبية، اعترافًا بحقيقة أن سلوك مقدمي الخدمات يمكن أن يكون له تأثير حاسم على نتائج المرضى. تشمل الأهداف الحفاظ على السلوك المهني والإنتاجية والإيثار، بالإضافة إلى منع الإرهاق والاكتئاب وعدم الرضا الوظيفي بين الممارسين.